# Animal Planet
Animal Planet je ameriški satelitski in kabelski televizijski program.
Program so začeli predvajati leta 1996. Ogledamo si ga lahko preko kabelske ali satelitske televizije. Lastnik programa je Discovery Communications. Tema programa je predvsem odnos med človekom in živalmi.
Program je na voljo po vseh ZDA in v več kot 70 državah po svetu.